# Buzz (compagnie aérienne)
Pour les articles homonymes, voir Buzz.
Buzz était une compagnie aérienne à bas prix basée à l'Aéroport de Londres Stansted offrant ses services à travers l'Europe. Elle a été fondée en 1999 en tant que filiale de la compagnie aérienne nationale néerlandaise KLM et a commencé ses activités le 4 janvier 2000.
Après avoir été rachetée par Ryanair en avril 2003, elle a cessé ses activités à la fin du mois d’octobre 2004.  
En 2019, Ryanair a relancé le nom Buzz en rebaptisant sa filiale polonaise Ryanair Sun.

## Histoire

Logo figurant sur le site internet de la compagnie Buzz par KLM Uk.

La compagnie aérienne à bas prix, filiale de KLM, a commencé ses opérations le 4 janvier 2000.
Elle opérait ses vols avec des Bae146 facilement reconnaissables : couleur jaune pour la carlingue et bleue pour les réacteurs.
Au départ de la France, Buzz desservait une quinzaine d'aéroports avec des prix d'appels souvent en dessous de 50€. Elle proposait majoritairement des liaisons vers Londres Stansted au départ de Paris, Bordeaux, Lyon, La Rochelle, Rouen, Montpellier ou encore Tours voire Chambéry le week-end en saison hivernale.
En 2000, elle a lancé un vol Bordeaux-Londres, qui affiche un taux de progression sensible, avant de mettre en service un La Rochelle-Londres, Poitiers-Londres et Limoges-Londres.
En 2001, elle a franchi le cap des 2 millions de passagers mais n'a pas encore atteint le seuil de rentabilité. La flotte 2001 buzz est constituée de 8 appareils British Aerospace 146-300 (BAe-146) et de 2 Boeing 737-300.
Pour la clientèle d'affaires, Buzz propose l'accès au salon d'affaires de Stansted (Satellite 2) pour 100 francs l'entrée soit 15 euros (2001).
Dès l'année 2002, Buzz propose aussi des vols low cost domestiques. Plusieurs routes ont été ouvertes dont Brest - Marseille, Grenoble - Bordeaux ou Toulon - Bordeaux.
Elle a inauguré le 23 mars 2002, des vols entre Bergerac et Londres.
Buzz annonce réaliser désormais 77 % de ses ventes sur Internet, contre seulement 40 % il y a encore 2 ans. Une croissance qui a conduit la compagnie à supprimer le numéro de téléphone de ses brochures.
Trois ans après le début de ses opérations, KLM pris la décision de mettre en vente Buzz,.
Buzz exploite alors 21 liaisons au départ de Stansted vers l’Allemagne, les Pays-Bas, la France et l’Espagne, ainsi que deux liaisons intérieures françaises.
La compagnie aérienne Ryanair, intéressée par les créneaux de Buzz à l'aéroport londonien de Stansted se porta acquéreur pour 30 millions d’euros et créé sa compagnie Buzz mais l'a rapidement retirée du marché par Ryanair qui la fera renaitre en 2019 en remplacement de sa filiale Ryanair Sun qui exploite principalement des vols de vacances pour les voyagistes polonais.

## Flotte
Avant de cesser ses activités, la flotte de Buzz se composait des avions suivants:
| Avions         | Total |
| -------------- | ----- |
| Boeing 737-300 | 8     |
| BAe 146-300    | 10    |
| Total          | 18    |

## Galerie photographique

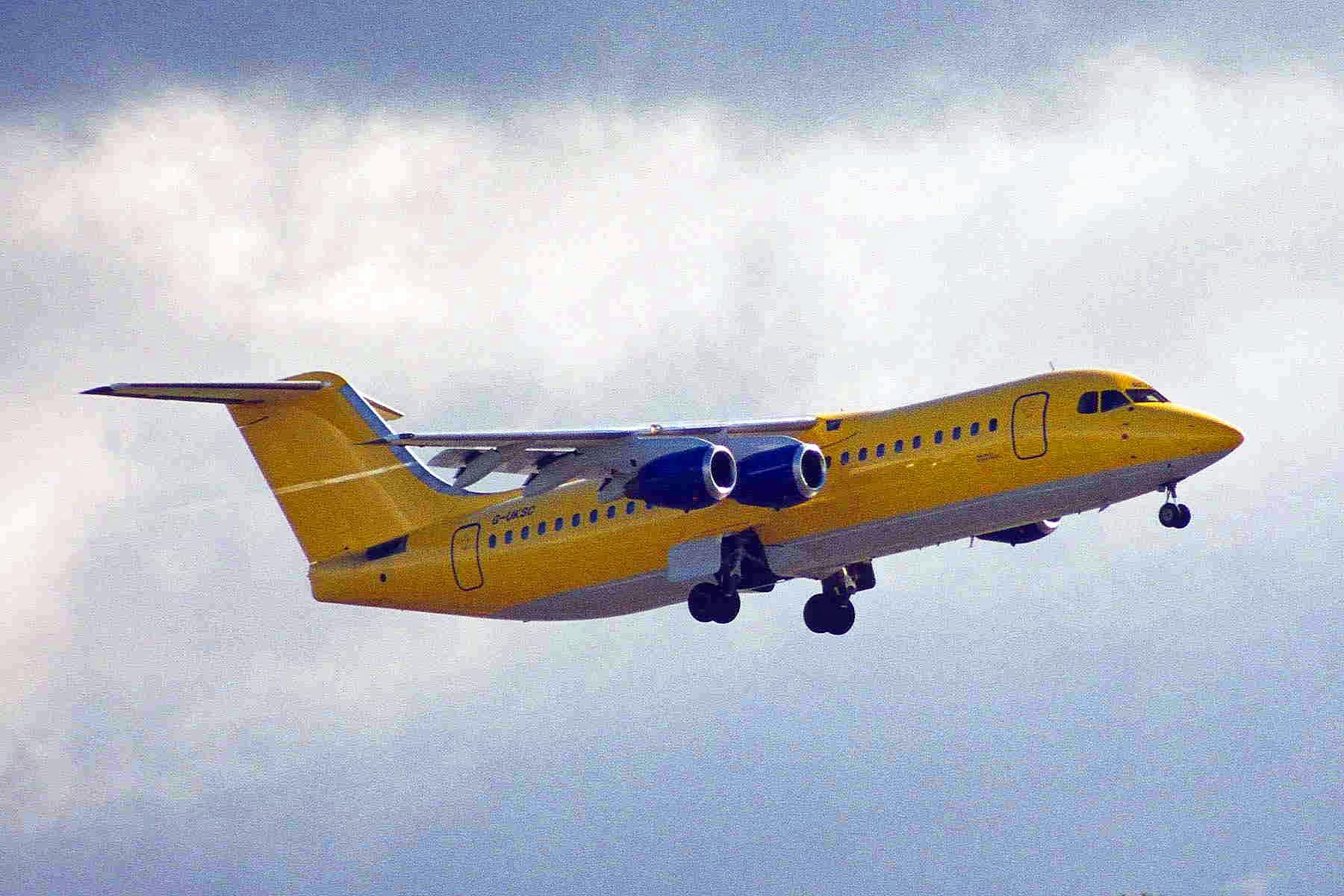
BAe 146 de Buzz en octobre 1999 avant le lancement de la compagnie.
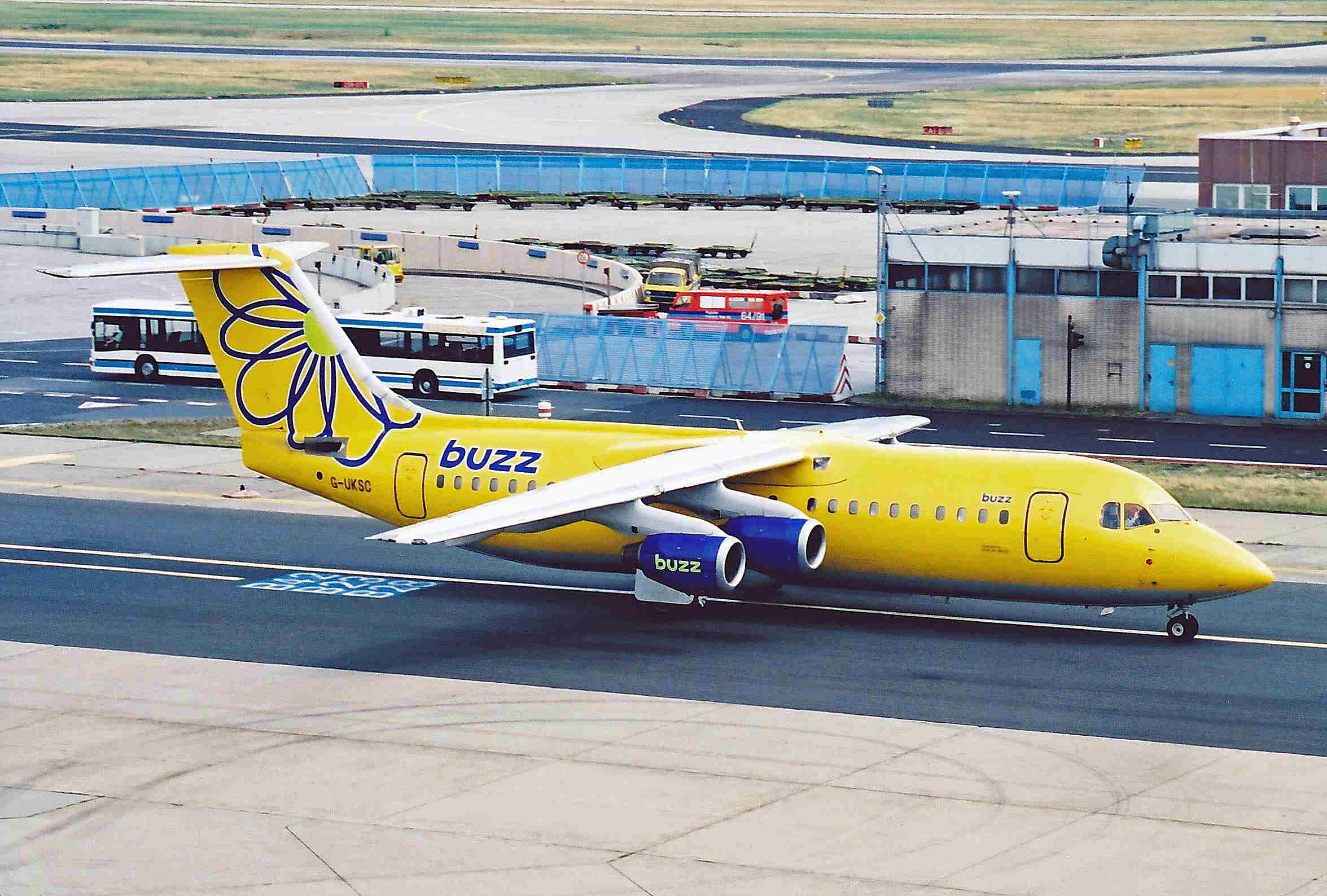
BAe 146 de Buzz en 2001.
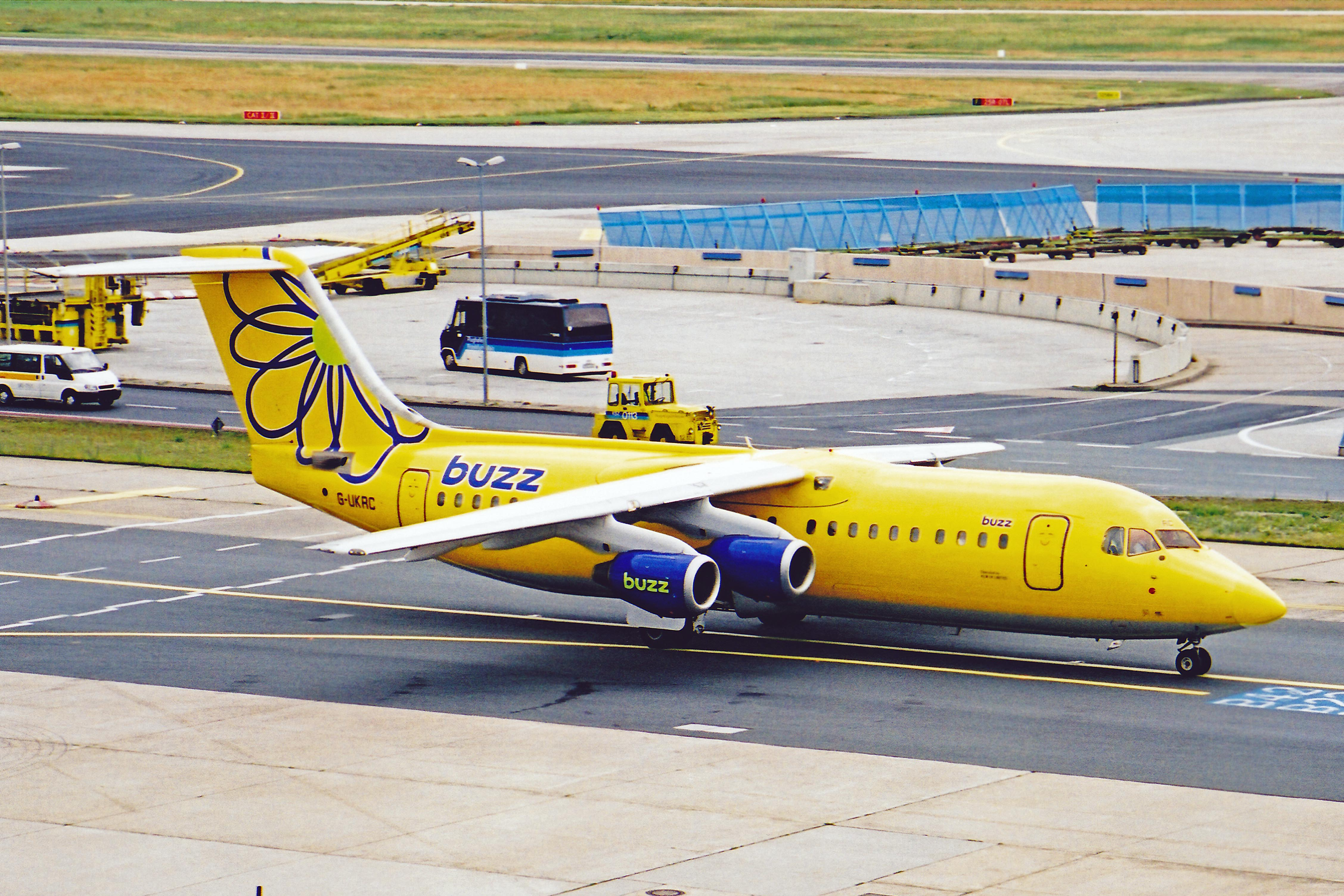
BAe 146 de Buzz en 2002.
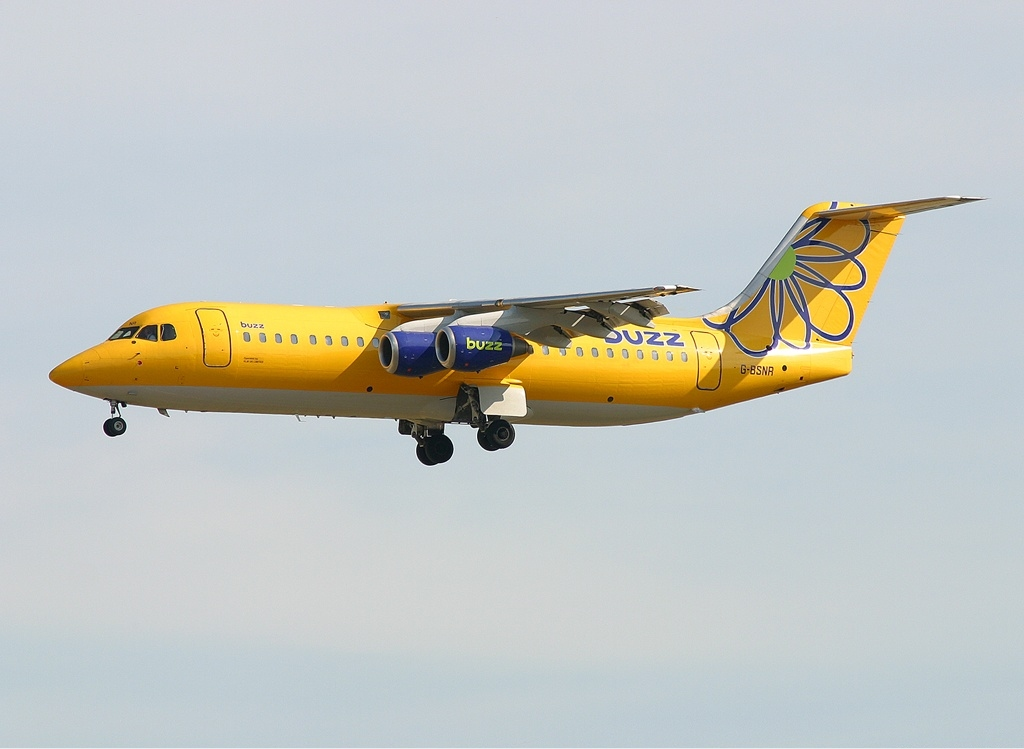
BAe 146 de Buzz en 2002.
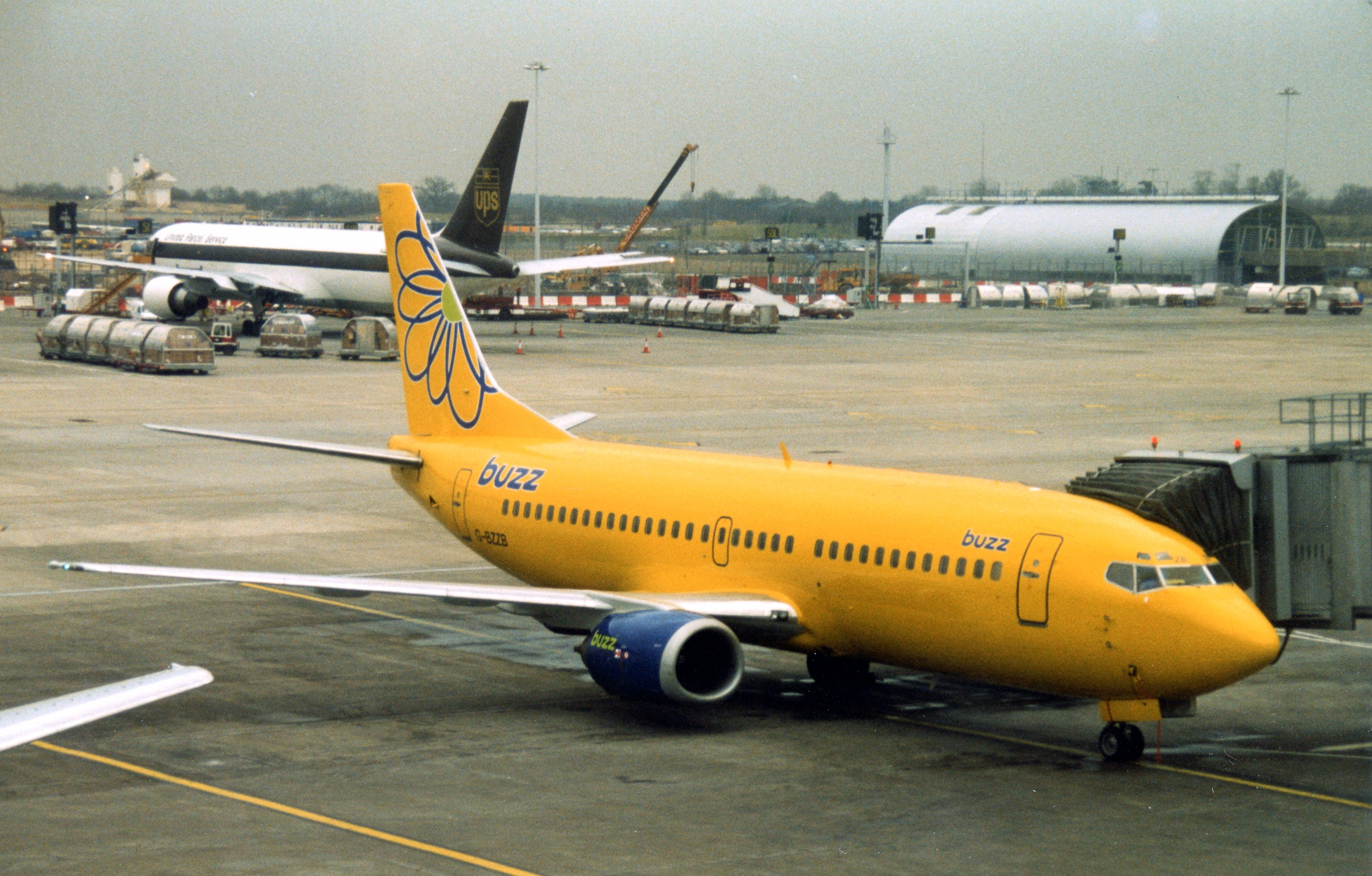
Boeing 737 de Buzz.
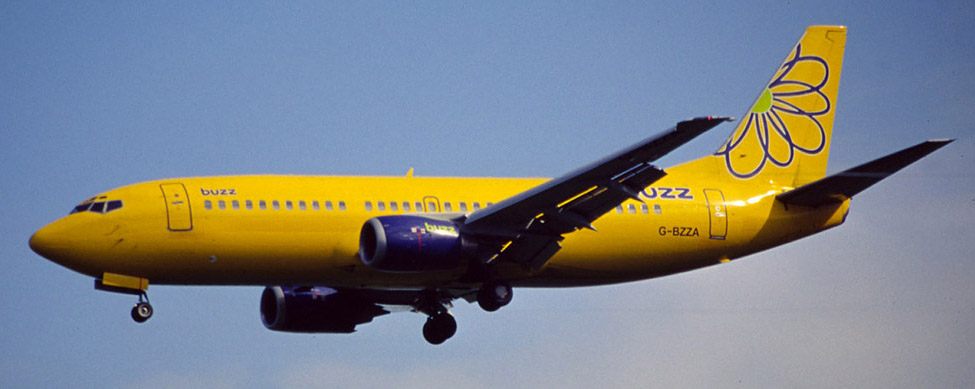
Boeing 737 de Buzz en 2001.
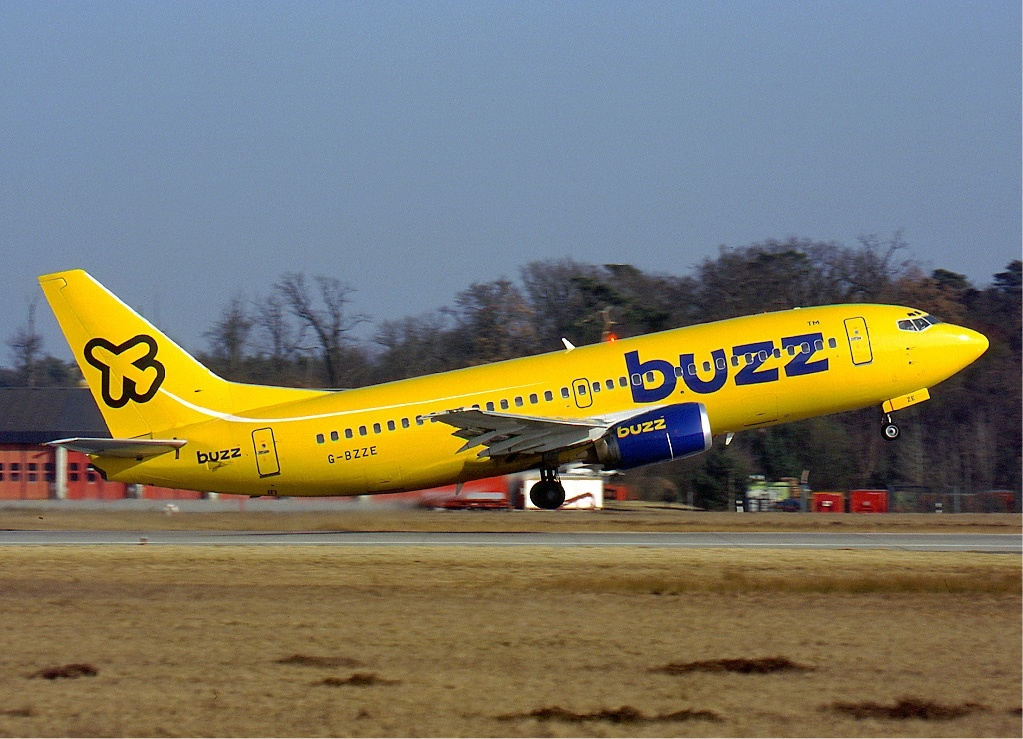
Boeing 737 de Buzz en 2003.
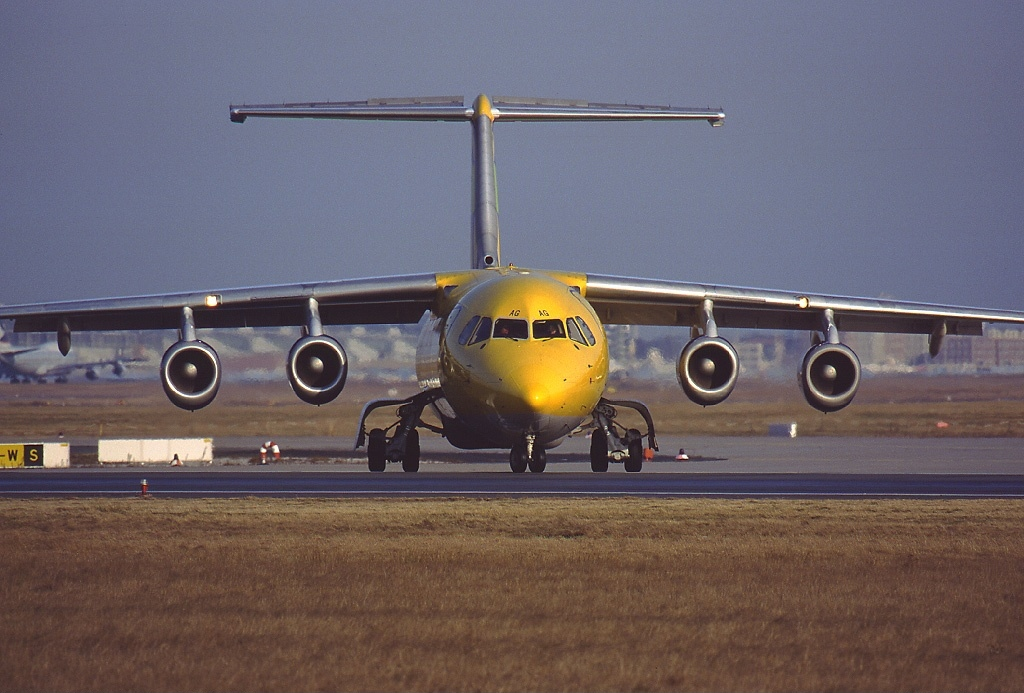
BAe 146 de Buzz en 2003.